# Thermoniphas
Thermoniphas is een geslacht van vlinders uit de familie van de Lycaenidae. De wetenschappelijke naam en de beschrijving van dit geslacht werden voor het eerst in 1895 gepubliceerd door Ferdinand Karsch.
De soorten van dit geslacht komen voor in tropisch Afrika.

## Soorten
- T. alberici (Dufrane, 1945)
- T. albocaerulea Stempffer, 1956
- T. bibundana (Grünberg, 1910)
- T. caerulea Stempffer, 1956
- T. colorata (Ungemach, 1932)
- T. distincta (Talbot, 1935)
- T. fontainei Stempffer, 1956
- T. fumosa Stempffer, 1952
- T. kamitugensis (Dufrane, 1945)
- T. kigezi Stempffer, 1956
- T. kivuensis d’Abrera, 2009
- T. leucocyanea Clench, 1961
- T. micylus (Cramer, 1782)
- T. plurilimbata Karsch, 1895
- T. stempfferi Clench, 1961
- T. togara (Plötz, 1880)